# Sparta (Carolina del Nord)
Sparta és una població dels Estats Units i seu del comtat d'Alleghany a l'estat de Carolina del Nord. Segons el cens del 2000 tenia 1.817 habitants.

## Demografia
Segons el cens del 2000, Sparta tenia 1.817 habitants, 825 habitatges i 441 famílies. La densitat de població era de 296 habitants per km².
Dels 825 habitatges en un 22,5% hi vivien nens de menys de 18 anys, en un 39% hi vivien parelles casades, en un 12% dones solteres, i en un 46,5% no eren unitats familiars. En el 41,9% dels habitatges hi vivien persones soles el 22,5% de les quals corresponia a persones de 65 anys o més que vivien soles. El nombre mitjà de persones vivint en cada habitatge era de 2,01 i el nombre mitjà de persones que vivien en cada família era de 2,71.
Per edats la població es repartia de la següent manera: un 18,1% tenia menys de 18 anys, un 8,3% entre 18 i 24, un 24,3% entre 25 i 44, un 25,3% de 45 a 60 i un 24,1% 65 anys o més.
L'edat mediana era de 44 anys. Per cada 100 dones de 18 o més anys hi havia 80,1 homes.
La renda mediana per habitatge era de 22.474 $ i la renda mediana per família de 37.596 $. Els homes tenien una renda mediana de 23.304 $ mentre que les dones 18.281 $. La renda per capita de la població era de 14.237 $. Entorn del 10,6% de les famílies i el 18,3% de la població estaven per davall del llindar de pobresa.

## Poblacions més properes
El següent diagrama mostra les poblacions més properes.